# National Film Development Corporation

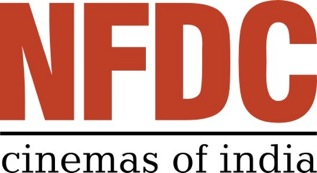
Offizielles Logo der Home-Video-Vermarktung der National Film Development Corporation Ltd (NFDC), Indien

Die National Film Development Corporation (NFDC) (Hindi राष्ट्रीय फिल्म विकास निगम rāṣṭrīya philm vikās nigam) ist die staatliche Filmförderung Indiens. Sie tritt als Finanzier, Produzent und Vermarkter von vornehmlich dem Parallelkino zuzurechnenden Filmen auf, hatte in der Vergangenheit daneben aber auch andere Aufgaben mit Bezug zum indischen Filmschaffen wahrgenommen. Sie hat ihren Sitz in Mumbai.

## Geschichte

### Film Finance Corporation
Die staatliche indische Filmförderung wurde 1960 in Gestalt der Film Finance Corporation (FFC) geschaffen. Damit wurde eine Empfehlung des Abschlussberichts des 1951 gegründeten S. K. Patil Film Enquiry Committees umgesetzt. Ihr erster Präsident wurde der Produzent Birendra Nath Sircar. Die FFC war zunächst dem indischen Finanzministerium unterstellt und ab 1964 dem Ministry of Information and Broadcasting zugehörig. Ihre ursprüngliche Aufgabe war die Unterstützung der Mainstream-Filmindustrie durch die Gewährung finanzieller und anderer Hilfen bei der Produktion von anspruchsvolleren Filmen, womit sie bereits in den ersten sechs Jahren ihres Bestehens etwa 50 Filmproduktionen mit Krediten versorgte. Zu den unterstützten Filmprojekten dieser Frühphase gehörten aber auch künstlerische Filme wie Satyajit Rays Charulata (1964), Nayak (1966) und Goopy Gyne Bagha Byne (1968).
Unter dem Vorsitz von Burjor Khurshedji Karanjia änderte sich der Focus der Filmförderung Ende der 1960er Jahre vom Mainstream-Kino zu kleineren, künstlerisch orientierten Filmprojekten. Die Förderung von Mrinal Sens Bhuvan Shome und Mani Kauls Uski Roti (beide 1969) begründete die Bewegung des New Indian Cinema, die in den 1970er Jahren ein auch international anerkanntes indisches Parallelkino hervorbrachte. Dies ging einher mit der 1971 durch das I & B Ministry neugefassten Aufgabe der FFC, „den Film in Indien zu einem effektiven Instrument der Verbreitung der nationalen Kultur, Bildung und anständiger Unterhaltung zu entwickeln, indem insbesondere Außenseiterfilme von talentierten und vielversprechenden Filmschaffenden mit Krediten gefördert werden“. Von dieser Direktive profitierten gerade Absolventen aller Professionen der staatlichen Filmhochschule Film and Television Institute of India in Pune, denen hierdurch ein Berufseinstieg ermöglicht wurde.
Da es sich herausgestellt hatte, dass sich den geförderten Filmen ohne einen entsprechenden Vertrieb kaum Aufführungschancen auf dem freien Kinomarkt boten und diese damit finanziell nicht tragbar waren, wurden die Aufgaben der FFC bereits 1968 um den Filmvertrieb und -export erweitert. Ab 1973 wurde auch die Einfuhr von Rohfilm über die FFC abgewickelt und nachdem sich die US-amerikanische Motion Picture Export Association of America (MPEAA) 1974 vom indischen Markt zurückgezogen hatte, übernahm die FFC auch den Import ausländischer Filme für den Vertrieb in Indien. Aus letzterem bezog die FFC bald ihre Haupteinnahmen, was die eigene Filmförderung in den späten 1970er Jahren zunehmend in den Hintergrund drängte. Ab 1975 plante das I & B Ministry die Bündelung der staatlichen filmbezogenen Aktivitäten in einer Gesellschaft.

### National Film Development Corporation
Durch den Zusammenschluss der Film Finance Corporation mit der teilstaatlichen Indian Motion Pictures Export Corporation (IMPEC) im Jahre 1980 wurde der Export inländischer und der Import ausländischer Filme in einer Organisation gebündelt und die heutige National Film Development Corporation (NFDC) geschaffen. Von 1981 bis 1988 war sie als Dachorganisation für das Directorate of Film Festivals, das die Durchführung des International Film Festival of India organisiert, für die Panoramavorführungen internationaler Filme verantwortlich. Mit ihren finanziellen und anderen Unterstützungsleistungen bei der Produktion von Richard Attenboroughs britisch-indischem Filmprojekt Gandhi (1982) wurde die NFDC erstmals als eigenständige Produktionsgesellschaft betrachtet. Ab 1983 trat sie regelmäßig als Produzent auf und wurde als solcher in den Filmcredits genannt. Die NFDC stärkte ihre direkten Filminvestitionen in den 1980er und 1990er Jahren häufig durch Koproduktionen mit dem staatlichen indischen Fernsehen Doordarshan, die sie vom industriellen Druck abschirmten. Daneben begann sie die Produktion und den Vertrieb von Videokassetten internationaler und ausgewählter nationaler Filme, wobei die Untertitelung im NFDC-eigenen Studio in Bombay erfolgte.
Die schnelle Ausweitung des Aufgabenbereichs der NFDC mit häufigem Wechsel der internen Richtlinien war jedoch bei gleichzeitigem Fehlen einer eindeutigen Definition ihrer Rolle in Bezug zum indischen Film eines der Hauptprobleme der NFDC in den 1980er Jahren. Die Verantwortlichen sahen sich als Spielball staatlicher Politik und Besteuerung und monierten die Erwartungen an eine kommerzielle Vermarktung der NFDC-produzierten Filme. Hrishikesh Mukherjee, Vorsitzender der NFDC in den Jahren 1983 und 1984, beklagte 1984, dass das System von Vertrieb und Aufführung in Indien insbesondere in großen Städten von Unter-der-Hand-Geschäften geprägt ist, was ein Arbeiten auf diesem Gebiet, ohne sich an dieser Praxis zu beteiligen, unmöglich mache. Das Ministerium, das Ende der 1970er Jahre noch keinen Widerspruch in seiner Forderung von Kinokassenerfolgen bei künstlerischen Filmen guter Qualität gesehen hatte, maß gutes indisches Kino fortan und bis heute an der Erlangung von National Film Awards und anderen inländischen Preisen sowie an Teilnahmen an internationalen Filmfestivals. Zu dieser Wende führte auch die Einsicht, dass man hinsichtlich Vertriebsnetz, Produktions- und Werbungskosten nicht mit industriellen Filmproduktionen mithalten konnte, obgleich die NFDC-Produktionen Jaane Bhi Do Yaaro (1983), Mirch Masala (1986) und Pestonjee (1987) auch ein vergleichsweise großes Kinopublikum erreichten. Von 1987 bis 1990 publizierte die National Film Development Corporation die qualitativ hochwertige aber kurzlebige, vierteljährliche Filmzeitschrift „Cinema in India“.
Mitte der 1990er Jahre endete die Zusammenarbeit von Doordarshan und der NFDC, die die Doordarshan-Sender Metro Channel und Movie Club übernommen hatte. Während die Filmförderung zuvor eher auf Hindi-Filmproduktionen als gesamtindischem Film konzentriert war, wendete sich die Aufmerksamkeit seit den 1990er Jahren besonders auf Filmproduktionen in den zahlreichen indischen Regionalsprachen. Doch Missmanagement schwächte den Stand der NFDC in den frühen 2000er Jahren. Mit neuem Management unter Leitung von Nina Lath Gupta wurde die NFDC ab 2006 umstrukturiert. Ihre Arbeit präsentiert die NFDC seit 2007 jährlich im Rahmen der Veranstaltung „Film Bazaar“ auf dem International Film Festival of India in Goa. Neben der Lancierung von Filmen bei internationalen Filmfestivals haben seit 2010 auch die Restaurierung und Vermarktung alter und neuer Produktionen über den DVD-Markt sowie Kinoveröffentlichungen unter dem programmatischen Label „Cinemas of India“ Priorität. Selbst Buchveröffentlichungen mitfinanziert die NFDC inzwischen.
Die finanzielle Ausstattung der NFDC beträgt derzeit mehrere 100 Millionen Rupien. Ihren Umsatz hat sie unter Managing Director Gupta vervielfacht. Das Ehrenamt des Vorsitzenden bekleidet seit 2012 der Regisseur Ramesh Sippy, der es von dem davor seit 2008 präsidierenden Schauspieler Om Puri übernahm.

## Auszeichnungen
Bereits als die FFC/NFDC lediglich finanzielle Unterstützung gewährte, erzielten zahlreiche von ihr geförderte Projekte Filmpreise. In ihrer Tätigkeit als Filmproduzent erhielt die National Film Development Corporation die folgenden National Film Awards:
- 31. National Film Awards 1983
  - Bester Film: Adi Shankaracharya (Sanskrit, Regie: G. V. Iyer)
  - Zweitbester Film: Maya Miriga (Oriya, Regie: Nirad Mohapatra)
- 32. National Film Awards 1984
  - Bester Film in Bengalisch: Das Heim und die Welt (Bengalisch, Regie: Satyajit Ray)
  - Bester Dokumentarfilm: Music of Satyajit Ray (Englisch, Regie: Utpalendu Chakrabarty)
- 34. National Film Awards 1986
  - Bester Film in Hindi:  Mirch Masala (Hindi, Regie: Ketan Mehta)
- 35. National Film Awards 1987
  - Bester Film in Bengalisch: Antarjali Jatra (Bengalisch, Regie: Gautam Ghose)
  - Bester Film in Hindi: Pestonjee (Hindi, Regie: Vijaya Mehta)
- 36. National Film Awards 1988
  - Bester Film in Hindi: Salaam Bombay! (Hindi, Regie: Mira Nair)
  - Bester Film über Sozialthemen: Main Zinda Hoon (Hindi, Regie: Sudhir Mishra)
- 37. National Film Awards 1989
  - Bester Film in Bengalisch: Ganashatru (Bengalisch, Regie: Satyajit Ray)
  - Bester Film in Gujarati: Percy (Gujarati, Regie: Pervez Merwanji)
  - Bester Film in Hindi: Salim Langde Pe Mat Ro (Hindi, Regie: Saeed Akhtar Mirza)
  - Bester Film in Panjabi: Marhi Da Deeva (Panjabi, Regie: Surinder Singh)
- 38. National Film Awards 1990
  - Bester Film: Marupakkam (Tamilisch, Regie: K. S. Sethumadhavan)
  - Zweitbester Film: Ek Doctor Ki Maut (Hindi, Regie: Tapan Sinha)
- 39. National Film Awards 1991
  - Bester Film: Agantuk (Bengalisch, Regie: Satyajit Ray)
  - Bester Film in Hindi: Diksha (Hindi, Regie: Arun Kaul) und Dharavi (Hindi, Regie: Sudhir Mishra)
  - Bester Film über Familienwerte: Durga (Hindi, Regie: Basu Chatterjee)
- 40. National Film Awards 1992
  - Indira Gandhi Award: Miss Beatty’s Children (Englisch, Regie: Pamela Rooks)
  - Bester Film in Bengalisch: Tahader Katha (Bengalisch, Regie: Buddhadeb Dasgupta)
  - Bester Film in Hindi: Suraj Ka Satvan Ghoda (Hindi, Regie: Shyam Benegal)
  - Bester Film in Marathi: Ek Hota Vidushak (Marathi, Regie: Jabbar Patel)
- 41. National Film Awards 1993
  - Bester Film in Bengalisch: Antareen (Bengalisch, Regie: Mrinal Sen)
- 42. National Film Awards 1994
  - Bester Film in Bengalisch: Amodini (Bengalisch, Regie: Chidananda Dasgupta)
  - Bester Film in Hindi: Mammo (Hindi, Regie: Shyam Benegal)
  - Bester Film über Sozialthemen: Wheelchair (Bengalisch, Regie: Tapan Sinha)
  - Bester Film über Umweltschutz: Nirbachana (Oriya, Regie: Biplab Roy Choudhury)
- 43. National Film Awards 1995
  - Bester Film in Bengalisch: Yugant (Bengalisch, Regie: Aparna Sen)
  - Bester Film in Englisch: The Making of the Mahatma (Englisch, Regie: Shyam Benegal)
  - Bester Film in Manipuri: Sanabi (Manipuri, Regie: Aribam Syam Sharma)
  - Bester Film in Marathi: Banagarwadi (Marathi, Regie: Amol Palekar)
  - Bester Film in Telugu: Stri (Telugu, Regie: K. S. Sethumadhavan)
  - Bester Film über Sozialthemen: Doghi (Marathi, Regie: Sumitra Bhave und Sunil Sukthankar)
- 45. National Film Awards 1997
  - Bester Film in Malayalam: Mangamma (Malayalam, Regie: T. V. Chandran)
  - Bester Film in Oriya: Shesha Drushti (Oriya, Regie: Apurba Kishore Bir)
- 46. National Film Awards 1998
  - Bester Film in Hindi: Samar (Hindi, Regie: Shyam Benegal)
- 47. National Film Awards 1999
  - Bester Film in Oriya: Biswaprakash (Oriya, Regie: Sushant Misra)
- 49. National Film Awards 2001
  - Indira Gandhi Award: Thilaadanam (Telugu, Regie: K. N. T. Sastry)
  - Nargis Dutt Award: Bub (Kashmiri, Regie: Jyoti Sarup)
  - Bester Film in Bengalisch: Hemanter Pakhi (Bengalisch, Regie: Urmi Chakraborty)
  - Bester Film in Oriya: Magunira Shagada (Oriya, Regie: Prafulla Mohanty)
- 50. National Film Awards 2002
  - Bester Film in Marathi: Vastupurush (Marathi, Regie: Sumitra Bhave und Sunil Sukthankar)
- 51. National Film Awards 2003
  - Bester Film in Englisch: Dance Like a Man (Englisch, Regie: Pamela Rooks)
  - Bester Film in Hindi: Raghu Romeo (Hindi, Regie: Rajat Kapoor)
- 56. National Film Awards 2008
  - Spezialpreis der Jury: Bioscope (Malayalam, Regie: K. M. Madhusudhanan)
- 57. National Film Awards 2009
  - Bester Film in Konkani: Paltadacho Munis (Konkani, Regie: Laxmikant Shetgaonkar)
- 59. National Film Awards 2011
  - Bester Film in Panjabi: Anhey Ghorhey Da Daan (Panjabi, Regie: Gurvinder Singh)
- 60. National Film Awards 2012
  - Bester Film in Gujarati: The Good Road (Gujarati, Regie: Gyan Arora)